# ماکسیمیلیان فرانزیک
ماکسیمیلیان فرانزیک (انگلیسی: Maximilian Franzke؛ زادهٔ ۵ مارس ۱۹۹۹) بازیکن فوتبال اهل آلمان است.
از باشگاه‌هایی که در آن بازی کرده‌است می‌توان به باشگاه فوتبال بایرن مونیخ ۲، باشگاه فوتبال سن پائولی، و باشگاه فوتبال ماگدبورگ ۱ اشاره کرد.